# Mistrzostwa Świata w Short Tracku 2008
33. Mistrzostwa Świata w Short Tracku odbyły się w południowokoreańskim Gangneung, w dniach 7 – 9 marca 2008 roku.

## Klasyfikacja medalowa
| Lp. | Kraj              | Złoto | Srebro | Brąz | Razem |
| 1.  | Korea Południowa  | 5     | 4      | 4    | 13    |
| 2.  | Chiny             | 5     | 3      | 2    | 10    |
| 3.  | Stany Zjednoczone | 2     | 2      | 3    | 7     |
| 4.  | Kanada            | 0     | 3      | 2    | 5     |
| 5.  | Wielka Brytania   | 0     | 0      | 1    | 1     |

## Medaliści
| Konkurencja | Złoto                                                                                          | Srebro | Brąz                                                                   |
| Mężczyźni   |                                                                                                | |                                                                        |
| 500 metrów  | Apolo Anton Ohno                                                                               | Charles Hamelin                                                                                            | Song Kyung-taek                                                        |
| 1000 metrów | Lee Ho-suk                                                                                     | Apolo Anton Ohno                                                                                           | Song Kyung-taek                                                        |
| 1500 metrów | Song Kyung-taek                                                                                | Lee Ho-suk                                                                                                 | Charles Leveille                                                       |
| 3000 metrów | Lee Seung-hoon                                                                                 | Charles Leveille                                                                                           | Apolo Anton Ohno                                                       |
| Wielobój    | Apolo Anton Ohno                                                                               | Lee Ho-suk                                                                                                 | Song Kyung-taek                                                        |
| Sztafeta    | Korea Południowa · Kwak Yoon-gy · Lee Ho-suk · Lee Seung-hoon · Song Kyung-taek · Sung Si-bak  | Kanada · Charles Hamelin · François Hamelin · Jean-François Monette · Marc-André Monette · Steve Robillard | Wielka Brytania · Jon Eley · Tom Iveson · Paul Stanley · Paul Worth    |
| Kobiety     |                                                                                                | |                                                                        |
| 500 metrów  | Wang Meng                                                                                      | Liu Qiuhong                                                                                                | Kalyna Roberge                                                         |
| 1000 metrów | Wang Meng                                                                                      | Zhou Yang                                                                                                  | Kalyna Roberge                                                         |
| 1500 metrów | Wang Meng                                                                                      | Yang Shin-young                                                                                            | Zhou Yang                                                              |
| 3000 metrów | Zhou Yang                                                                                      | Jung Eun-ju                                                                                                | Katherine Reutter                                                      |
| Wielobój    | Wang Meng                                                                                      | Zhou Yang                                                                                                  | Yang Shin-young                                                        |
| Sztafeta    | Korea Południowa · Jung Eun-ju · Kim Min-jung · Park Seung-hi · Shin Sae-bom · Yang Shin-young | Kanada · Jessica Gregg · Anne Maltais · Amanda Overland · Kalyna Roberge · Tania Vicent                    | Chiny · Fu Tianyu · Liu Qiuhong · Meng Xiaoxue · Wang Meng · Zhou Yang |